# 島谷清
島谷 清（しまたに きよし、1918年12月9日 - 2014年9月25日）は、日本の経営者。島根県出身。

## 経歴
1947年に東北帝国大学法学部を卒業し、同年に富士銀行に入行。
1968年に取締役に就任し、1973年に安田倉庫に転じ、1976年に社長に就任し、1986年には会長に就任。
2014年9月25日老衰のために死去。95歳没。